# Widok Neapolu
Widok Neapolu, Widok portu neapolitańskiego, Widok Zatoki Neapolitańskiej (niderl. Gezicht op de baai van Napels) – obraz olejny na desce niderlandzkiego malarza Pietera Bruegla.

## Opis
Obraz odwoływał się do podróży Bruegla do Włoch. Podczas niej był świadkiem m.in. sztormu na morzu. Przebywał wówczas w Mesynie i widział jak wiatr uszkodził większość okrętów. Obraz ukazuje dwie przeciwstawne siły: na pierwszym planie widać bitwę morską rozgrywaną w Zatoce Neapolitańskiej, na drugim spokojną panoramę miasta i ochronny łuk portu dający poczucie harmonii.